# 擅長孤獨
《擅長孤獨》是日本創作歌手中島美雪的第9張原創單曲。由Canyon Records於1980年10月21日發行。

## 介紹
本單曲是中島1981年專輯《臨月》的先行單曲，銷量超過40萬張，是中島的代表作之一。
1985年左右開始，“擅長孤獨”成爲中島主持的電台節目《中島美雪的All Night Nippon》中一個欄目的標題和片尾音樂。
原版7英寸單曲盤的封面是在北海道日高海岸拍攝的，彼時正值冬季。原版歌詞本上的歌詞也是中島親自書寫后的印刷。
2022年11月28日，本單曲由雅馬哈音樂傳播數字下載配信。

## 收錄歌曲
- 全作詞、作曲: 中島美雪

1. 擅長孤獨
  - 编曲: 萩田光雄
2. 在悲傷中
  - 编曲: 石川鷹彦

## 收錄專輯
| 歌曲名   | 收錄專輯                            | 發行日期                    | 備注        |
| -------- | ----------------------------------- | --------------------------- | ----------- |
| 擅長孤獨 | 臨月                                | 1981年3月5日                | 8th原創專輯 |
| 擅長孤獨 | 中島美雪 THE BEST                   | 1985年12月15日 1986年1月5日 | 精選集      |
| 擅長孤獨 | Singles                             | 1987年8月21日               | 精選集      |
| 擅長孤獨 | 中島美雪 PRESENTS BEST SELECTION 16 | 1989年3月21日               | 精選集      |
| 擅長孤獨 | 大吟釀                              | 1996年3月21日               | 精選集      |
| 擅長孤獨 | 冬歌2                               | 2005年11月23日              | 合輯        |
| 在悲傷中 | Singles                             | 1987年8月21日               | 精選集      |

## 翻唱
擅長孤獨（日语版本）
- 研直子 (1981年，專輯《戀愛論》)
- Mi-Ke (1992年，專輯《被遺忘的叉子/白色2白色珊瑚礁》)
- 坂本冬美 (2010年，專輯)
- 久我阳子 (2015年，單曲《擅長孤獨/來自荒野》)[2]

擅長孤獨（粤语版本）
- 張德蘭 (1982年，《誰在欺騙我》，專輯《情若無花不結果》)
- 鄧麗君 (1983年，《漫步人生路》，專輯《漫步人生路》)
- 董岱 (1984年，《漫步人生路》，專輯《一抹彩霞》)
- 王菲 (1985年，《漫步人生路》，專輯《風從哪裏來》)
- 趙莉 (1986年，《漫步人生路》，專輯《金曲大聯唱》)
- 段品章 (1986年，《漫步人生路》，專輯《鄧麗君歌曲新浪潮》)
- 溫拿五虎 (1996年，《漫步人生路》，專輯《溫拿拉闊音樂》)
- 雷安娜 (2002年，《漫步人生路》，專輯《麗花皇宮 壓軸版23首經典金曲》)
- 張偉文 (2003年，《漫步人生路》，專輯《唱好女人》)
- 黃紅英 (2003年，《漫步人生路》，專輯《九月的故事》)
- 貝貝 (2004年，《漫步人生路》，專輯《貝貝第3集》)
- 董文華 (2004年，《漫步人生路》，專輯《港灣》)
- 陳潔麗 (2004年，《漫步人生路》，專輯《醉花蔭》)
- 鄧瑞霞 (2005年，《漫步人生路》，專輯《廣東魅力舞曲-離別探戈》)
- 芳華十八 (2005年，《漫步人生路》，專輯《鄧麗君紀念專輯》)
- 劉珺兒 (2005年，《漫步人生路》，專輯《任你抱我》)
- 夢之旅演唱組合 (2005年，《漫步人生路》，專輯《流淌的歌聲-粵語歌曲集》)
- 張靚穎 (2006年，《漫步人生路》，專輯《我愛鄧麗君》)
- 古璇 (2006年，《漫步人生路》，專輯《璇曲蔓地 嵗月》)
- 童彤 (2007年，《漫步人生路》，專輯《君自天上來》)
- 劉亮鷺 (2007年，《漫步人生路》，專輯《歌聲嘹亮（一）》)
- 龔萍 (2007年，《漫步人生路》，專輯《鄧麗君2 千言萬語》)
- 曼裏 (2008年，《漫步人生路》，專輯《不老情歌-粵唱粵愛》)
- 郁可唯 (2008年，《漫步人生路》，專輯《茴香小酒館》)
- 仟仟 (2009年，《漫步人生路》，專輯《君心似我心》)
- 鐘明秋 (2009年，《漫步人生路》，專輯《鍾情Ⅳ》)
- 林曉培 (2010年，《漫步人生路》，專輯《五與倫比》)
- 劉德華 (2010年，《漫步人生路》，專輯《unforgettable 忘不了的》)
- 陳佳 (2012年，《漫步人生路》，專輯《櫻花之旅》)
- 劉惜君 (2012年，《漫步人生路》，專輯《惜.君》)
- 黃凱芹 (2018年，《漫步人生路》，專輯《十里春風》)

擅長孤獨（國語版本）
- 單紫寧 (2008年，《美麗新一天》，EP《美麗新一天》)

擅長孤獨（泰語版本）
- อภิญญา เจริญวงศ์（1990年，《เตี่ยสอน》，專輯《ร้อยฉาก # 2》）

## 關聯項目
- 冬歌2（日语：冬歌2） - 收集關於冬天歌曲的合輯
- 蠟筆小新：電擊！豬蹄大作戰 - 電影中喝醉的松坂梅演唱了這首歌
- 1980年音樂
- 1981年音樂

## 外部鏈接
- 中島美雪官方網站的介紹頁面
  - 擅长孤獨 （页面存档备份，存于）